# Membrilla
Membrilla és un municipi de la província de Ciudad Real a la comunitat autònoma de Castella-La Manxa, pertanyent a la comarca històrica del Campo de Montiel.
Aquest municipi està agermanat amb la localitat francesa de Mirebeau i és coneguda com la «capital del meló».
Membrilla tenia 6246 habitants (INE 2014) i un terme municipal de 143,9 quilòmetres quadrats.

## Toponímia
L'origen del nom d'aquest poble és confús i hi ha diverses teories que pretenen donar explicació d'això. Una diu que seria l'antiga ciutat de Marmaria, que en grec Μάρμαροç (Mármaros) significa marbre, brillant, d'aquí passaria a conèixer-se com Marmellaria (segons apareix en una butlla d'Honori III). A l'edat mitjana seria Membriella, des d'on passaria a transformar-se en La Membrilla fins a retallar com l'actual Membrilla. Una altra teoria afirma que l'origen cal buscar-lo en el nom de Mambla o Mambrilla, que significarien «mota» i «motilón» respectivament, en al·lusió a la motilla sobre la qual avui s'aixeca l'ermita de la Verge de l'Espino, antany ocupada pel castell del Tocón.

## Història
Els orígens del poble de Membrilla, segons l'historiador Innocent Hervás, poden remuntar-se a una colònia grega assentada en aquest lloc:
"Marmaria." .fundada Per gents procedents del Peloponès, ja fart freqüent en els pobles emigrants, el donar el nom del poble i regió d'on procedeixen els que novament fundaven i ocupaven.
Però l'enclavament ocupat possiblement per Marmaria ja estava habitat molt temps abans. Totes les fonts apunten amb seguretat al monticle que avui alberga a l'Ermita de la Verge de l'Espino, com una motilla prehistòrica de l'Edat del Bronze, encara que l'absència de prospeccions arqueològiques al lloc impedeix detallar aquest aspecte.
Les motillas eren poblats fortificats de plana, estratègicament situats en depressions entollades o en les hortes dels rius. L'aspecte que presentaven era el d'un monticle d'entre 4 i 11 metres d'altura, en el seu punt més alt, un fort torre de guaita central de planta quadrada o rectangular i angles arrodonits. Entorn de la torre es disposaven diverses muralles concèntriques, allotjant entre unes i altres diverses estances del complex. Al voltant de les motillas s'agrupava el poblat en un radi de 100 a 200 metres.
En cas de la Motilla de la Verge de l'Espino, aquesta se situa en un terreny absolutament pla, dins de la zona pantanosa de la ribera del Azuer, en un encreuament d'antigues carrerades i camins.
El doblament va ser successivament reutilitzat, tenint-certesa de l'existència d'ocupació romana i presuponiéndolo la visigoda. Aquest punt defensiu es va transformar en el cèlebre Castell del Tocón, fortalesa musulmana que va haver erigir-se en el segle xi i que dependria amb seguretat d'Almedina, centre musulmà de la zona. En l'interrogatori de les relacions dels pobles d'Espanya, manades fer per Felipe II, 1575, queda recollida una versió més que curiosa de l'esmentat nom del castell: <<. I aquest nom de Tocon es diguí perquè en la dita vila i extramurs d'ella hi ha un castell el qual és de terraplenar i quan es va fer es va fundar sobre una soca d'alzina que hi havia molt gran .. >>
El Castell del Soca va ser pres per tropes cristianes en 1198, encara que va canviar de mans en successives ocasions, fins que després de la batalla de Las Navas de Tolosa, 1212, el poblat, juntament amb tota una àmplia comarca, va iniciar un nou camí més tranquil i procliu a l'assentament definitiu ia l'ocupació de terres amb l'explotació guanyar-se el pa. En aquest mateix any, 1212, el 29 de juny, va ser definitivament reconsquistada la plaça als moros després de dos dies de setge.
L'Orde de Santiago va ser l'encarregada del redoblament i sobretot del reagupamiento de la població disseminada en la localitat, al voltant d'un castell reconstruït i en una terra, per primera vegada en molts anys, tranquil·la i pacificada. Així, en 1237, apareix citada La Membriella a la delimitació entre els Ordes de Sant Joan i Jaume, i tan sols dos anys després es realitza el propi delimitació entre Santiago i Calatrava. Aquestes divisions territorials van tenir gran importància estratègica i van ser molt sovint camp de plet i batalla legal entre els diferents membres del poder de cada comarca. Membrilla i el Soca, per exemple, van ser reclamats a l'Ordre de Santiago pel Consell d'Alcaraz en 1243, no aconseguint el seu propòsit i quedant, per la curiositat de la història, reflectits en els documents El Soca despoblat i Membrilla, poblada i amb església oberta, suposadament construïda en 1223 i traslladada a la ubicació actual a 1509, segons recollim de les notes d'efemèrides de la localitat de Pedro Almarcha Jiménez. A les dependències del Castell del Soca la capella va fer inicialment les vegades d'Església Parroquial. S'hi veneraven les imatges de Sant Jaume i de la Verge de l'Espino. Amb el temps, la població va anar augmentant progressivament i la pressió demogràfica va obligar els seus habitants a construir fora del Castell; així va ser sorgint l'actual nucli urbà de Membrilla, localitzat sobre un assentament anterior (visigot) o aixecat ràpidament de nova planta, que va ser articulant al voltant de l'església parroquial medieval. Al segle xiv es data el primer document que fa menció a l'encomana de Membrilla, en aquell temps, i des de finals d'aquest segle, la localitat es trobava immersa en un ampli fenomen d'explosió demogràfica que a finals del segle xv va convertir a aquest poble en el lloc més poblat del Camp de Montiel. Parell a aquest desenvolupament van arribar lògicament altres d'índole econòmica, artística, urbanística, i la ubicació en els mapes de l'època com a lloc d'importància, pel que el 7 juliol 1477 passés la reina Isabel "la Catòlica" en vida, i per on tornaria a passar en 1504, aquest cop morta. L'encàrrec de Membrilla, en què "hi ha una barrera de tàpia i després la porta principal. Sobre ella una torre de maçoneria emmerletada. A l'interior, l'església de la Mare de Déu, a l'altra banda una cavallerissa amb trenta-dos pessebres de pedra, guix i de fusta "comença a créixer a menor ritme que les poblacions de la seva comarca quan els maestrazgos passen a mans de la corona i per tant, els mestres i les organitzacions dels ordes militars afronten el declivi de la seva puixança. En 1535 es va realitzar una visita oficial a l'encomana, en la qual es va constatar l'estat d'abandó, per ruïna, que afectava el castell del Soca, fins al punt que el comendador i l'alcalde ho havien deixat per instal·lar-se al nucli de la població. Encara es mantenia un alt nivell social que quedava reflectit en el gran nombre hijosdalgos i cavallers de quantia, que vivien a la vila, només superat per Villanueva de los Infantes.
A la fi del segle xvi, les "relacions de Felip II" fan una radiografia de gran interès d'aquesta localitat ". Diem que aquesta aquesta vila està poblada en terra plana i freda i malalta de pedra i cames és terra molt rasa.", ". el tracte i granjería desta vila és de conreu de pa i vi i alguns bestiars menuts i grans que es crien ". Si bé es comptava en aquells dies amb gairebé quaranta mil caps de bestiar, entre totes les espècies criades, i els seus vins eren exportats per tota la comarca, arribant fins i tot a Madrid, era deficitària en oli, peix i fusta. Els veïns s'autodefineixen com a pobres, pràcticament dependents del camp i dels animals que crien, no existint en la localitat més que unes poques botigues de merceries i draps, i ressaltaven la bona qualitat de les gerres de fang que fabricaven. També va quedar gravada per a la posteritat en aquest importantíssim document, la devoció que els membrillates sentien per la seva patrona, la Verge de l'Espino "La nostra Senyora". L'expulsió d'Espanya dels moriscs, 1610, va donar un fort cop a aquesta comunitat, que va perdre de cop vuitanta famílies veïnes, més de la desena part de la seva població total. Alguna cosa es va haver de sentir morir al cor dels membrillates que amb el pas dels anys van ser testimonis de com desapareixia físicament el Castell, quedant solament aixecada en el seu lloc originalment l'interior del fort, l'Ermita de la Verge de l'Espino. La pèrdua de tot el valor estratègic de la Plaça va fer que El Soca només fos jalonat per les descripcions dels successius personatges històrics que van visitar Membrilla, deixant constància de la seva ruïna cop i un altre, però sense fer res per esmenar-la. Entre aquests il·lustres personatges històrics, podem citar a Felip IV que va visitar el lloc en 1624 o Cosme de Médicis, mecenes i Gran Duc de Toscana, que va fer el propi en 1668. Els inicis del segle xviii van portar mals vents per Membrilla, les tropes imperials van saquejar la localitat, 1706-1707, cremant els seus arxius i violentant persones i hisendes, però també l'inici de nous bons auguris, que el temps veuria truncats. En el llogaret del Sant Crist de la Vall, actual població de Sant Carles de la Ràpita, situada al ejido de Santa Elena, lloc pertanyent a Membrilla i els rics pastures eren objecte de protecció per part del concejo, es decideix erigir a la miraculosa imatge una església i plaça porticada, en ple moment d'exaltació fervorosa. La plaça i l'església segueixen sent l'admiració de tota la província. Les obres es van desenvolupar entre 1713 i 1729. Amb el renom adquirit pel lloc i malgrat la seva escassa població, es va produir l'emancipació. Carles IV en l'any 1800 transforma en vila independent a San Carlos del Valle, aixecant, de passada, conats de motí a la Membrilla que tanta devoció i tant esforç havia posat en el seu llogaret. El segle xix tampoc va començar amb bon peu. La invasió napoleònica va portar amb si nous estralls a la Reial Vila de Membrilla (Real, des de 1743), que va ser fins i tot utilitzada durant tot el mes de maig de 1809 com a caserna general de les tropes franceses a La Manxa, al comandament del general Sebastià. I aquesta història que fart breument estem apuntant, ha prosseguit amb nous agres i dolços capítols, com la supressió en 1820 de l'estimat Convent Trinitari, al qual va arribar i del que va partir, amb la reforma sota el braç, Sant Joan Baptista de la Concepció; els trist successos de la Guerra Civil Espanyola o el despuntar econòmic d'aquesta localitat que avui es mostra respectuosa amb el seu passat i esperançada amb el seu avenir.

## Patrimoni artístic
Han estat molts els monuments i edificis que el temps i els homes han tombat en Membrilla. Però tot i així, encara és notable la quantitat dels quals queden o es conserven en bon estat, donant idea del seu passat.

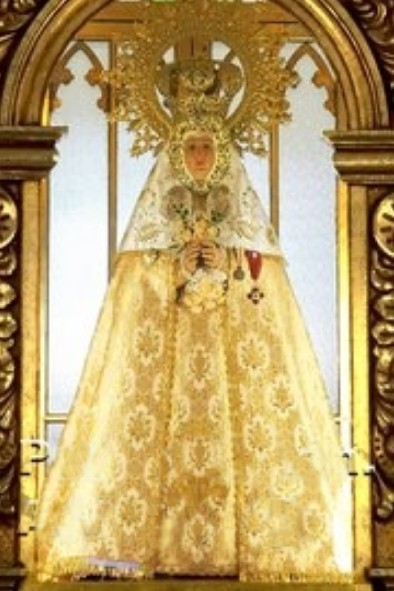
Verge de l'Espino

La primera edificació de l'ermita de la Verge de l'Espino rebia per llavors el nom de «Santa Maria del Castell» o de «La nostra Senyora del Castell», va ser la capella de la fortalesa del Tocón, única construcció que es va mantenir en peu de tot el conjunt militar. És d'una sola planta, a la qual se li han afegit successives estades, com l'habitatge del santero, el cambril de la Mare de Déu i la capella de Sant Jaume. Amb les diferents restauracions ja no és possible apreciar gens de la seva passada aparença militar. Tota ella està envoltada per un parc, amb el mateix nom de l'ermita, en el qual se celebren festes i revetlles.
L'església parroquial de Sant Jaume El Major, data del segle xv. Tota ella és majestuosa. Les seves dimensions són de 60 metres de llarg per 30 metres d'ample. La seva planta és de creu llatina amb creuer curt i diverses capelles en els seus laterals; l'absis és hexagonal, amb un nínxol central, trobant-se als peus del temple un cor elevat sobre dos arcs carpanells. A l'exterior veiem la torre quadrada, amb dos cossos i cuculla coberta de pissarra, i tres portades d'accés, dues de les quals estan construïdes en l'estil gòtic flamíger, pertanyent la tercera al barroc final.
Al carrer de les Monges se situa el convent i l'església de les Concepcionistes Franciscanes, construït al segle xvii. De grans proporcions, ocupa un enorme solar i consta de tres plantes. En la seva façana amb prou feines hi ha buits, excepte els arcs -molts d'ells cecs- del tercer pis i de la torre.
L'arquitectura civil i popular té bona mostra en la diversitat de cases que encara es conserven en els carrers més ràncies de la localitat, com la casa Nen Jesús, antiga propietat de la Inquisició.
La ruta dels antics molins d'aigua, en les riberes del riu Azuer, té a la major part d'aquestes velles indústries en estat ruïnós, excepte el conegut com el Rezuelo que manté tota la seva estructura original i que ha estat recentment objectiu d'una reconstrucció a mans de l'Escola-Taller local, sent un destacable exemple de com eren i com duien a terme la seva funció, doncs, ha estat recomposta tota la seva maquinària d'acord amb l'original d'aquestes construccions típiques manxegues. Així mateix, a l'entorn del molí del Rezuelo, hi ha una aula de la naturalesa per a visita de totes les persones que s'apropin a Membrilla. Per accedir-hi cal prendre, en el vessant esquerra, la carretera en direcció a Moral de Calatrava que surt de Membrilla al costat del Parc de l'Espino.

## Economia
Membrilla ha basat tradicionalment la seva economia en l'agricultura, sobretot en la vinya, l'olivera, els cereals, com els seus altres veïns, i el cultiu del meló que cada any adquireix més importància.
El safrà també ha estat objecte de conreu per gairebé totes les famílies de Membrilla. Actualment aquest cultiu ho fan molt poques famílies de la localitat, aproximadament entre 5-10 famílies.
No obstant això, la indústria ha començat a assentar-se en aquesta localitat, passant a engrossir una llista de noves ocupacions pròsperes al costat del comerç, la construcció i el transport.

## Cultura
En cultura cal destacar la famosa obra de Don Félix Lope de Vega El Galán de la Membrilla: El 20 d'abril de 1615, Lope de Vega signatura a Madrid el manuscrit de la seva comèdia "El galán de la Membrilla", una de les obres més importants de l'àmbit literari local per tal com suposa que el propi Fènix dels Enginys es fixés en la població per fer-la protagonista d'una de les seves obres.
El galán de la Membrilla és una acció interessant i senzilla entre hidalguillos i pagesos en la qual el color local està aplicat amb mestria, retratant l'ambient costumista d'un poble vinícola. Per Menéndez Pelayo, en el galant tot és manxec i va destacar la seva "intrínseca bellesa", considerant-la "de les bones comèdies de Lope en el gènere realista" en què l'autor dramatitza un cantar tradicional que va poder sentir en la seva estada a Membrilla:
“Que de Manzanares era la niña y el galán que la lleva, de La Membrilla.”
Perquè Lope de Vega sembla conèixer bé la nostra localitat i així ho demostra en retratar en l'obra de teatre l'ambient cellerer del poble i voltants i els caràcters dels protagonistes. Això pot ser degut a tres motius, o tots alhora: un, que una de les seves amants, Micaela de Luján, era una manxega nascuda en un lloc de la faldilla de Sierra Morena, com afirma en un poema de L'estranger en la seva pàtria, potser en Aspecte del Marquès, on residia l'amic i protector de Lope de Vega Marquès de Santa Cruz, el palau va descriure en moltes ocasions perquè es va albergar en ell en els seus nombrosos viatges, o en Membrilla, o que potser visités el Convent dels trinitaris Calçats, ordre en la que professava. Un tercer motiu seria que passés per la població, com és natural, en els seus nombrosos desplaçaments des de Madrid a Sevilla al llarg de la seva vida. Ja sigui per unes o altres raons, la veritat és que Lope de Vega ens ha deixat en El galant una preciosa i valuosa estampa costumista de la vida de la Membrilla i els seus habitants de principis del S. XVII.
El manuscrit original de la comèdia es troba en un volum de comèdies manuscrites de Lope que custodia el Museu Britànic.

## Demografia
| 1991  | 1996  | 2001  | 2004  | 2014  |
| ----- | ----- | ----- | ----- | ----- |
| 6.605 | 6.642 | 6.624 | 6.516 | 6,246 |